# First Time for Everything
First Time for Everything é o primeiro álbum de estúdio da banda Little Texas, lançado em 1992.

## Faixas
| N.º            | Título                        | Compositor(es)                                                  | Duração |  |
| 1.             | "Some Guys Have All the Love" | Porter Howell / Dwayne O'Brien                                  | 2:53    |  |
| 2.             | "First Time for Everything"   | Porter Howell / Dwayne O'Brien                                  | 3:58    |  |
| 3.             | "Down in the Valley"          | Brady Seals                                                     | 1:58    |  |
| 4.             | "You and Forever and Me"      | Stewart Harris / Porter Howell                                  | 3:44    |  |
| 5.             | "What Were You Thinkin'"      | Christy DiNapoli / Porter Howell / Dwayne O'Brien / Brady Seals | 3:22    |  |
| 6.             | "Dance"                       | Porter Howell / Dwayne O'Brien                                  | 2:57    |  |
| 7.             | "Better Way"                  | Tom Barnes / Brady Seals                                        | 3:36    |  |
| 8.             | "I'd Rather Miss You"         | Porter Howell / Dwayne O'Brien                                  | 3:57    |  |
| 9.             | "Just One More Night"         | Porter Howell / Dwayne O'Brien                                  | 3:30    |  |
| 10.            | "Cry On"                      | Porter Howell / Dwayne O'Brien / Brady Seals                    | 3:07    |  |
| Duração total: | Duração total:                | Duração total:                                                  | 33:02   |  |